# Piz d'Err
Il Piz d'Err (3.378 m s.l.m.) è una montagna delle Alpi dell'Albula nelle Alpi Retiche occidentali.

## Descrizione
Si trova nello svizzero Canton Grigioni poco a nord del più alto Piz Calderas. Si può salire sulla vetta partendo dal Rifugio Jürg Jenatsch (2.625 m).